# Anning Smith Prall

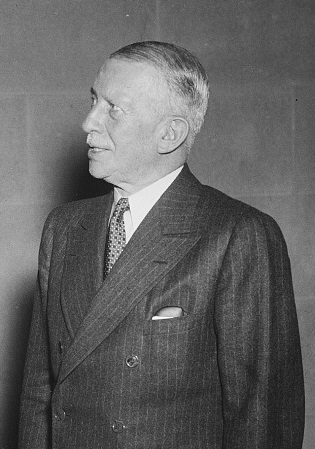
Anning Smith Prall

Anning Smith Prall (* 17. September 1870 in Port Richmond, New York; † 23. Juli 1937 in Boothbay Harbor, Maine) war ein US-amerikanischer Politiker. Zwischen 1923 und 1935 vertrat er den Bundesstaat New York im US-Repräsentantenhaus.

## Werdegang
Anning Smith Prall wurde ungefähr fünf Jahre nach dem Ende des Bürgerkrieges in Port Richmond geboren. Er besuchte öffentliche Schulen und die New York University. Danach arbeitete er als Büroangestellter (clerk) in einem Zeitungsbüro in New York City. Zwischen 1908 und 1918 war er für die Immobilienabteilung einer Bank zuständig. Er arbeitete dann als Clerk am First District Municipal Court von New York City. Am 1. Januar 1918 wurde er in den Bildungsausschuss von New York City berufen – eine Stellung, die er bis zum 31. Dezember 1921 innehatte. In dieser Zeit wählte man ihn dort drei Mal zum Präsidenten. Er war in den Jahren 1922 und 1923 als Commissioner of Texas and Assessment tätig. Politisch gehörte er der Demokratischen Partei an.
Er wurde in einer Nachwahl am 6. November 1923 im elften Wahlbezirk von New York in das US-Repräsentantenhaus in Washington, D.C. gewählt, um dort die Vakanz zu füllen, die durch den Tod von Daniel J. Riordan entstand. Bei den Kongresswahlen des Jahres 1924 wurde er in den 69. Kongress gewählt und danach in die vier folgenden Kongresse wiedergewählt. Da er auf eine erneute Kandidatur im Jahr 1934 verzichtete, schied er nach dem 3. Januar 1935 aus dem Kongress aus. Während dieser Zeit nahm er 1924 als Delegierter an der Democratic National Convention in New York City teil.
Am 15. Januar 1935 ernannte man ihn zum Vorsitzenden der Federal Communications Commission – eine Stellung, die er bis zu seinem Tod innehatte. Er verstarb am 23. Juli 1937 an den Folgen eines Herzinfarkts in seinem Sommerhaus in Boothbay Harbor und wurde dann auf dem Moravian Cemetery in New Dorp beigesetzt.

## Ehrungen
Die Anning S. Prall Intermediate School auf Staten Island wurde nach ihm zu Ehren benannt.